# Йон Лука Караджале
Йон Лука Караджале (на румънски: Ion Luca Caragiale) е румънски писател и драматург.

## Биография
Караджале е роден на 30 януари 1852 г. в с. Хайманале, Дъмбовица, Влахия, Румъния, в семейството на дребен служител.
Преди да стане напълно професионален писател, работи като суфльор, коректор, актьор, като паралелно с това следва в Юридическия факултет на Букурещкия университет.
По-късно е учител в лицей, училищен инспектор и директор на театър. Умира на 9 юни 1912 г. в Берлин. Погребан е в Букурещ в гробището „Белу“.

## Творчество
През 1873 г. Караджале дебютира като журналист, публикува очерци и фейлетони. Заедно с Антон Бакалбаша създава и издава списанието „Moftul romîn“ („Румънско объркване“).
На Караджале принадлежат някои от най-добрите модерни драми, написани на румънски език.
Неговите комедии „Дъждовна нощ“, „Изгубеното писмо“, „Господин Леонида пред лицето на реакцията“ и „В дните на карнавала“ са написани с голямо умение и тънка наблюдателност; героите им, независимо от известната шаржираност, отразяват моралните принципи на епохата и националния характер.
Голяма популярност има и триактната му драма „Напаст“, както и няколко новели, сред които „Пасхалната факла“ и „Грях“.
През 1928 г. Събин Драгой пише операта „Напаст“ по пиесата на Караджале.

## Посмъртно признание
- Името на Й. Л. Караджале носи румънският Национален театър в Букурещ, чийто директор е през 1888 – 1889 г.
- Името на Й. Л. Караджале носи Националният университет за театър и кино в Букурещ.
- В негова чест в Молдова са издавани пощенски марки.
- Днес родното му село е преименувано на негово име.

- Статуята на Караджале пред Националния театър в Букурещ
- Пощенска марка на Молдова, 2007
- Пощенска марка на Молдова, 2002